# Michele Angelo Balegno di Carpeneto
Michele Angelo Balegno di Carpeneto (Torino, 11 maggio 1814 – San Martino della Battaglia, 24 giugno 1859) è stato un militare italiano, insignito della Medaglia d'oro al valor militare alla memoria nel corso della seconda guerra d'indipendenza.

## Biografia
Nacque a Torino l'11 maggio 1814, figlio di Luigi e di Regina Carutti di Cantogno. Arruolatosi nell'Armata sarda, nell'agosto 1831 fu assegnato al Guardie del Corpo di Sua Maestà, transitando nel novembre  dello stesso anno in servizio nel 2º Reggimento fanteria in qualità di cadetto. Trasformato successivamente nell'8º Reggimento della Brigata "Cuneo", il 12 aprile 1833 fu promosso sottotenente. Trasferito nel 1841 al Corpo degli Invalidi e Veterani, divenne luogotenente nel 1842 e capitano nel 1846. Con lo scoppio della prima guerra d'indipendenza fu subito messo a disposizione del Governo provvisorio di Milano che lo assegnò alla Divisione Volontaria Lombarda agli ordini del generale Ettore Perrone di San Martino. Rientrato in Piemonte dopo la firma dell'armistizio di Salasco, riprese servizio nell'esercito assegnato al 13º Reggimento della Brigata "Pinerolo". Con la ripresa delle operazioni belliche nel 1849 partecipò alla battaglia di Novara con il grado di comandante di compagnia, venendo decorato con una Medaglia d'argento al valor militare.
Maggiore nel 1851, con lo scoppio della guerra di Crimea partì al seguito del Corpo di spedizione del generale Alfonso La Marmora, partecipando alla operazioni belliche dal maggio 1855 al maggio 1856. Decorato con la Legion d'onore e la Medaglia commemorativa inglese, allo scoppio della seconda guerra d'indipendenza comandava il I Battaglione del 13º Reggimento, allora agli ordini del colonnello Davide Caminati. Si distinse sulla Sesia, e poi nella battaglia di Palestro, ed a Vinzaglio. L'8 giugno fu promosso luogotenente colonnello e nominato comandante del 14º Reggimento. Il 24 giugno prese parte alla battaglia di San Martino, distinguendosi particolarmente nell'attacco alla cascina Controcania difesa dagli uomini del VII Corpo d'armata austro-ungarico del generale Ludwig von Benedek. Sottoposto ad un intensissimo fuoco, il cavallo su cui montava venne ucciso, ed egli rimase ferito. Continuò a combattere fino a che cadde ucciso da un colpo di fucile nemico. La salma fu successivamente tumulata nel cimitero di Rivoltella. Per onorarne il coraggio, con Regio Decreto 12 luglio 1859 fu insignito della Medaglia d'oro al valor militare alla memoria.

### Esplicative
1. ↑  In quel mese le Guardie del Corpo di Sua Maestà vennero soppresse.
2. ↑  In quella occasione anche suo fratello Placido fu decorato di Medaglia d'oro al valor militare a vivente.

### Bibliografiche
1. 1 2 3 4 5 6 7  D'Ayala 1868, p. 29.
2. 1 2 3 4 5 6 7 8 9 10  Combattenti Liberazione.